# باسكان
باسكان (بالفارسية: پسکن) هي مستوطنة تقع في منطقة سانجار الريفية (Sangar Rural District) في إيران. يقدر عدد سكانها بـ 64 نسمة .